# Die Sterne lügen nicht
Die Sterne lügen nicht ist ein deutsches Filmlustspiel von Jürgen von Alten mit Magda Schneider, Carl Heinz Schroth, Trude Haefelin und Fritz Kampers in den Hauptrollen.

## Handlung
In einer bayerischen Kleinstadt betreibt der brave Bibliothekar und Junggeselle Otto Megelein ein Buchgeschäft. Er ist eng mit dem Bürgermeister und dessen Frau Brigitte befreundet. Bürgermeister Krambach ist abergläubisch und auch ein wenig eifersüchtig. Er sieht es nicht gern, dass seine Brigitte, die stets in höchsten Tönen von Otto als Vorbild für einen Mann spricht, und der Buchhändler sich so gut verstehen. Eines Tages wird Megelein in Anwesenheit des schmierigen und verschlagenen Barons von Malachowsky mitgeteilt, dass er in der Lotterie 50.000 DM gewonnen habe. Der geschniegelte Adelige überlegt sofort, wie er dem braven Bibliothekar das Geld abluchsen kann und macht gegenüber Otto Megelein stets auf gut Wetter. In der Großstadt, wo Megelein seinen Gewinn abholen möchte, heftet sich in Malachowskys Auftrag eine mysteriöse Type sogleich an Ottos Fersen und verstrickt ihn in ein Gespräch mit zwei komplett identisch gekleideten Männern, die wie er Schnauzbärte tragen und vorgeben, von der Presse zu sein. In Wahrheit haben die drei Schmalspurganoven im Auftrag des angeblichen Barons nichts anderes vor, als Otto seinen gewonnenen Lotteriegewinn wieder abzuknüpfen.
Die Gauner schleppen Otto in das Etablissement Cascade, eine Mischung aus Tanzsalon und Hotel, ab. Hier wartet bereits der „Baron“ auf sie. Der Zufall will es, dass nahezu zeitgleich auch die Bürgermeistergattin Brigitte ebendort auftaucht. Damit Otto und Brigitte sich nicht begegnen, lädt Malachowsky die Bürgermeistergattin zum Diner ein. Währenddessen machen die Ganoven Megelein betrunken und knüpfen ihm sein gesamtes Bargeld ab. Dann taucht, auf der Suche nach seiner Gattin, Bürgermeister Krambach im Cascade auf. Der ist ziemlich unter Strom, glaubt er doch, dass seine Brigitte hier ein heimliches Rendezvous mit Otto Megelein hat. Währenddessen torkelt draußen vor der Hotelzimmertür der stockbetrunkene Otto den Flur entlang, bis er sein Zimmer gefunden hat. Während Otto nebenan zu schlafen versucht, macht Karl Krambach seiner Frau eine lautstarke Szene. Angeblich hätten ihm die Sterne verraten, dass Brigitte mit dem Bücherwurm fremdgehe. Die ist darüber sehr verwundert, hatte sie bislang doch geglaubt, dass es Baron Malachowsky sei, weswegen Karl eifersüchtig sei.
Stunden später erwacht Otto Megelein und hat offensichtlich einen Filmriss. Jedenfalls rennt er durch die Hotelgänge, nur mit einem Hemd und einer Unterhose bekleidet. Auf der Straße trifft er auf eine alte Bekannte, Monika Findeisen, die ihm weiterhilft. Die junge Frau nimmt ihn zu sich nach Hause, wo ihre Tante in Abwesenheit Monikas glaubt, es habe sich ein Einbrecher eingeschlichen. Derweil entkommt Otto in Frauenkleidern aus der Wohnung, gerät aber bald in die nächste Malaise, als er in dieser Kostümierung eine öffentliche Herrentoilette betritt und deshalb von einem Wachtmeister mit aufs Revier genommen wird. Während dort Otto verhört wird, ist es Monika Findeisen, die mit Hilfe eines riesenhaften Catchers namens Herkules den Ganoven Ottos Geld wieder abknöpft. Als der Chef der Bande, der falsche Baron, der in Wahrheit ganz banal Emil Branske heißt, auch noch auftaucht, kann auch ihm das Handwerk gelegt werden. Otto bekommt sein Geld zurück und hat darüber hinaus das Herz von Fräulein Findeisen gewonnen. Im strömenden Regen heiraten die beiden.

## Produktionsnotizen
Die Sterne lügen nicht entstand Mitte 1950 in München-Geiselgasteig (Studioaufnahmen) und München und Umgebung (Außenaufnahmen). Die Uraufführung erfolgte am 2. November 1950 im Ulmer Central-Theater, die Berliner Premiere war am 27. Dezember desselben Jahres.
Harry Grimm übernahm die Produktionsleitung. Theo Hecht und Gottlieb Hesch schufen die Filmbauten. Es singt Hilde Seipp.

## Kritik
Im Lexikon des Internationalen Films heißt es: „Dürftiger Versuch einer deutschen Gangsterfilmparodie.“
Auf fernsehserien.de heißt es kurz „Gut besetzte Gangsterkomödie“.